# Sabalòs
Sabalòs (en francès Sabalos) és un municipi francès situat al departament dels Alts Pirineus i a la regió d'Occitània. Limita al nord-oest amb Shins, al nord amb Dors, al nord-est amb Loït, a l'oest amb Orleish, a l'est amb Còllongas, al sud amb Auliac Devath i al sud-est amb Poiastruc.

## Demografia
| 1962                                       | 1968 | 1975 | 1982 | 1990 | 1999 | 2007 |
| ------------------------------------------ | ---- | ---- | ---- | ---- | ---- | ---- |
| 105                                        | 80   | 72   | 104  | 119  | 106  | 142  |
| Des de 1962: població sense dobles comptes |      |      |      |      |      |      |

## Administració
| Període | Identitat       | Partit |
| ------- | --------------- | ------ |
| 2001-   | Albert Da Silva |        |